# Mato Grande
Mato Grande (crioll capverdià Matu Grandi) és una vila a la part oriental de l'illa Brava a l'arxipèlag de Cap Verd. Es troba entremig de les muntanyes, a un kilòmetre de la capital Nova Sintra.